# Prix Askania
Pour les articles homonymes, voir Askania.
Le prix Askania est un prix cinématographique allemand décerné depuis 2008 par Askania AG à des artistes qui ont contribué au cinéma.  
Le prix est destiné à commémorer le début des images animées et rappeler ainsi la tradition cinématographique de l'ancienne Askania Werke AG. Depuis lors, des personnalités de l'industrie du cinéma ont été récompensées d'un « Askania Award » ou d'un « Askania Shooting Star Award » lors de la semaine d'ouverture de la Berlinale. Depuis 2016, Askania décerne également le « Lifetime Achievement Award »  et, depuis 2018 l'« Askania Sport Award ». Un prix spécial dont le thème change régulièrement est également prévu à partir de 2020. Les gagnants reçoivent une montre Askania de leur choix. 

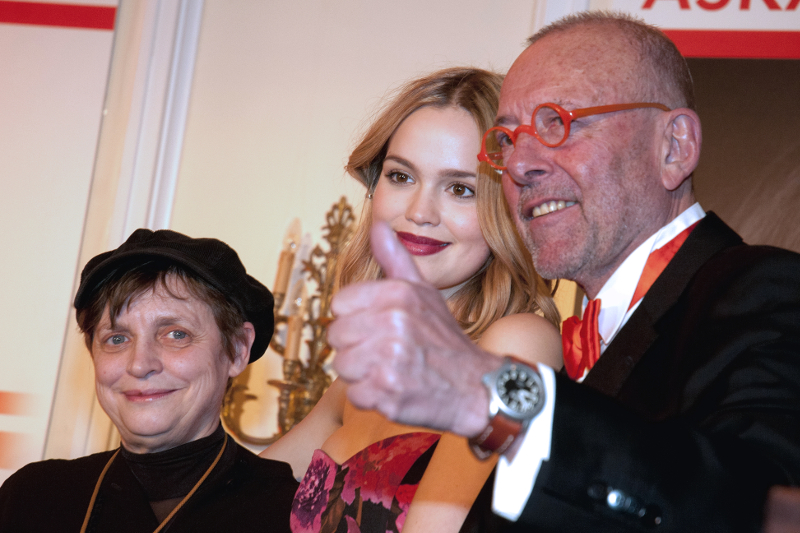
Katharina Thalbach, Emilia Schüle, Leonhard R. Müller au Prix Askania 2015
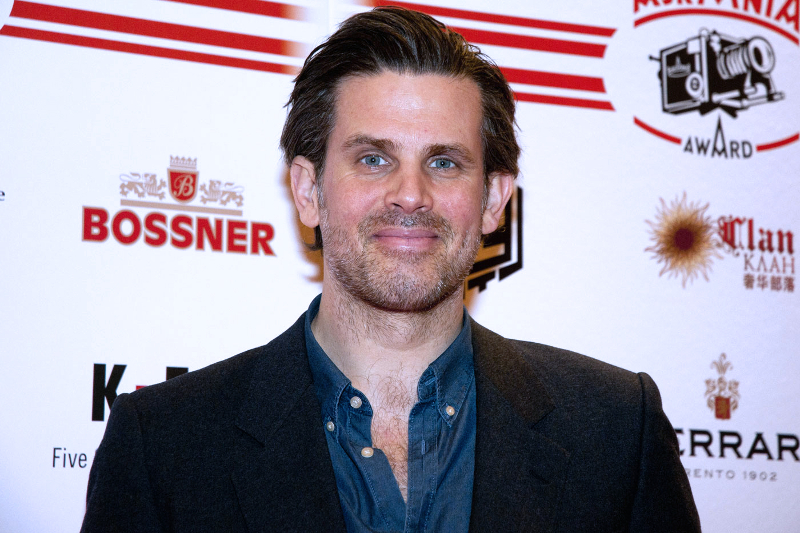
Steffen Groth au Prix Askania 2015
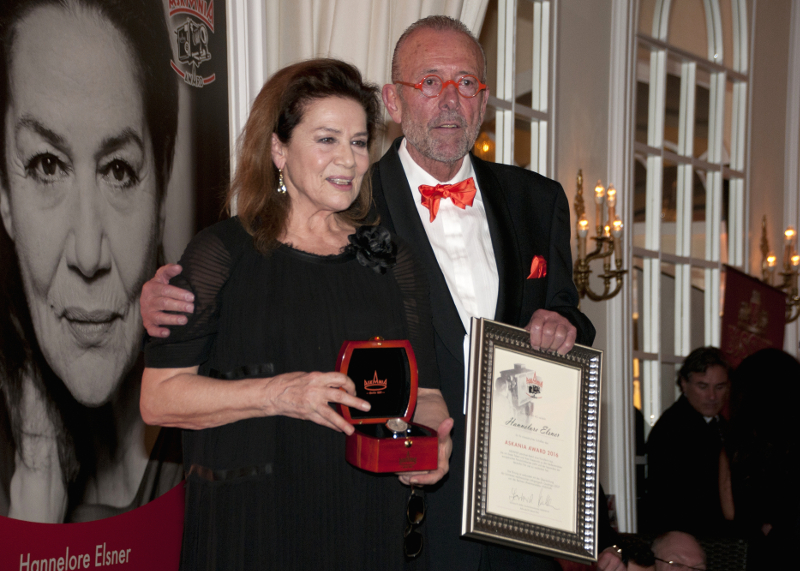
Hannelore Elsner et Leonhard R. Müller au Prix Askania 2016
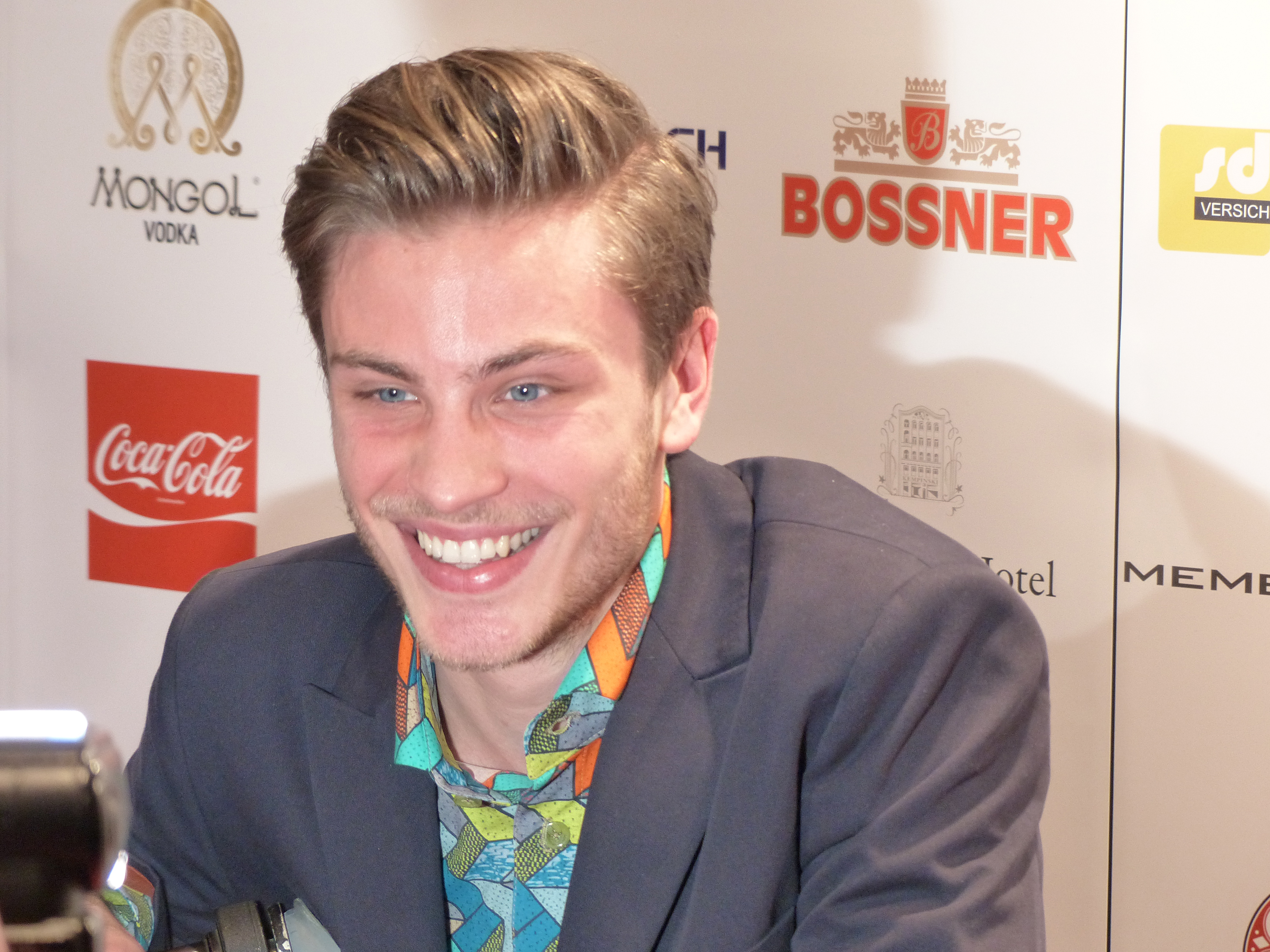
Jannik Schümann, lauréat du Shooting Star Award 2016

## Lauréats
- 2008 
  - Artur Brauner (Prix Askania - Meilleur acteur)
- 2009 
  - Walter Giller (Prix Askania - Meilleur acteur)
  - Nadja Tiller (Prix Askania - Meilleure actrice)
- 2010 
  - Sönke Wortmann (Prix Askania - Meilleur acteur)
  - David Kross (Prix Askania Shooting Star)
- 2011 
  - Natalia Wörner (Prix Askania - Meilleure actrice)
  - Paula Kalenberg (Prix Askania Shooting Star)  [1]
- 2012 
  - Armin Rohde (Prix Askania - Meilleur acteur)
  - Rosalie Thomass (Prix Askania Shooting Star)
- 2013 
  - Ben Becker (Prix Askania - Meilleur acteur)
  - Aylin Tezel (Prix Askania Shooting Star)
- 2014 
  - Armin Mueller-Stahl (Prix Askania - Meilleur acteur)
  - Jella Haase (Prix Askania Shooting Star)
- 2015 
  - Katharina Thalbach (Prix Askania - Meilleure actrice)
  - Emilia Schüle (Prix Askania Shooting Star)
- 2016 
  - Hannelore Elsner (Prix Askania - Meilleure actrice)
  - Jannik Schümann (Prix Askania Shooting Star)
  - CCC-Film (Artur Brauner et Alice Brauner), (Prix Askania Lifetime Achievement)
- 2017 
  - Veronica Ferres (Prix Askania - Meilleure actrice)
  - Heino Ferch (Prix Askania - Meilleur acteur)
  - Claus Theo Gärtner (Askania Lifetime Achievement Award)
  - Louis Hofmann (Prix Askania Shooting Star)
- 2018 
  - Katharina Wackernagel (Prix Askania - Meilleure actrice)
  - Heiner Lauterbach (Prix Askania - Meilleur acteur)
  - Henry Hübchen (Askania Lifetime Achievement Award)
  - Tim Oliver Schultz (Prix Askania Shooting Star)
  - Robert Harting (Prix Askania Sport)
- 2019 
  - Michael Mendel (Prix Askania - Meilleur acteur)
  - Gesine Cukrowski (Prix Askania - Meilleure actrice)
  - Fritz Wepper (Askania Lifetime Achievement Award)
  - Luise Befort (Prix Askania Shooting Star)
  - Jens Weißflog (Prix Askania Sport)